# Constant de Kinder
Constant de Kinder (13 april 1863 – Antwerpen, 24 december 1943) was een Vlaams onderwijzer en schrijver van jeugdliteratuur. Hij schreef de populaire jeugdroman over Jan zonder Vrees. De Kinder ligt begraven op de Antwerpse begraafplaats Schoonselhof.

## Werken
- Bibi, Comedie in één bedrijf (1902)
- De wonderlijke lotgevallen van Jan zonder Vrees (1910)
- Een drama in het Woud en andere verhalen (1930)
- Jan Olieslagers, de Antwerpse duivel (1936)[3]
- De zegepraal der moederliefde (een Limburgsch sprookje) (1941)
- Cambrinus, de bierkoning (1941)
- Gemeente (Bertrand, de Zwarte Jager) een verhaal uit de XIIe eeuw (1914)